# Радбод (Фризия)
Радбод (Radbod, Ratbod, Redbad) е крал на фризите от 679 до 719 г. Погребан е край немския град Дунум в т.нар. Радбодсберг (планина на Радбог).

## Управление
Той е владетел на Великото фризко кралство, към което принадлежала и Източна Фризия. Наследява на престола Алдгисл I. Царството му се намирало на Северно море. Резиденциите му са в Утрехт и Дорестад.
През 689 г. е победен от франксия майордом Пипин Ерсталски (Пипин II Средни) при Дорестад и загубва Западна Фризия.
През 711 г. омъжва дъщеря си Теудезинда за Гримоалд Млади, син на Пипин Ерсталски. През 714 г. навлиза в загубените си територии и напада Австразия и получава загубените си територии. След това тръгва с кораб към Кьолн. През 716 г. е пред Кьолн и побеждава Карл Мартел. Той разрушава всички построени християнски църкви и поставя езически олтари. Кьолн откупва свободата си с голяма сума.
През 717 г. се съюзява с Хилперих II, краля на Неустрия и Бургундия против Карл Мартел.
Умира през 719 г. Следващият крал е Попо (719 – 734).
Съществуват много легенди за Радбод.